# Fabián Ríos
Fabián Ríos (Curití, Santander, Kolumbia, 1980. július 5. –) kolumbiai színész és modell.

## Élete
1980. július 5-én született. 2008-ban kezdett el a Telemundónál dolgozni, amikor a Csajok, szilikon, ez lesz a Paradicsom! című teleregényben játszott főszerepet Carmen Villalobos oldalán.
2010-ben szerepet kapott az El Fantasma de Elenában ahol negatív karaktert játszott Elizabeth Gutiérrez, Ana Layevska és Segundo Cernadas mellett.
2011-ben részt vett a Los Herederos Del Monte, valamint a Mi corázón insiste...en Lola Volcán című teleregényben.
2012-ben a Több mint testőr című teleregényben Willy Del Castillo szerepét játszotta Ximena Duque, Adriana Fonseca és José Luis Reséndez oldalán. A sorozatban játszott szerepéért elnyerte a Premios tu Mundo-díjat a legjobb páros és a legjobb csók kategóriában Ximena Duque színésznővel.

## Magánélete
Felesége Yuli Ferreira kolumbiai színésznő, akitől egy Lucía nevű lánya született.

## Filmográfia
| Telenovelllák | Telenovelllák                      | Telenovelllák                           | Telenovelllák                  | Telenovelllák |
| Év            | Cím                                | Magyar cím                              | Szerep                         | Magyar hang   |
| ------------- | ---------------------------------- | --------------------------------------- | ------------------------------ | ------------- |
| 2002          | Siete Veces Amada                  |                                         | Romero                         |               |
| 2003          | The Authentic Rodrigo Leal         |                                         | Jackson                        |               |
| 2005          | Padres e Hijos                     |                                         | Antonio Vaquero                |               |
| 2006          | Floricienta                        |                                         | Pedro                          |               |
| 2007          | Zona Rosa                          |                                         | Fernando Orozco                |               |
| 2008          | Sin Senos no hay Paraíso           | Csajok, szilikon, ez lesz a Paradicsom! | Albeiro Manrique               | Magyar Bálint |
| 2009          | Doña Bella                         |                                         | Antonio Segovia                |               |
| 2010          | El Fantasma de Elena               |                                         | Montecristo Palacios           |               |
| 2011          | Los Herederos Del Monte            | A del Monte örökösok                    | Gaspar Del Monte               | Szatory Dávid |
| 2011          | Mi Corazón Insiste… en Lola Volcán | Szalamandra                             | Angel Melendez                 | Magyar Bálint |
| 2012          | Corazón valiente                   | Több mint testőr                        | Guillermo "Willy" Del Castillo | Moser Károly  |
| 2013          | Dama y obrero                      |                                         | Tomás Villamayor               |               |
| 2014          | Tierra de Reyes                    |                                         | Leonardo Montalvo              |               |
| 2016 - 2019   | Sin senos sí hay paraíso           |                                         | Albeiro Marín                  |               |
| 2017          | La fan                             |                                         | Guillermo 'Willy' Del Castillo |               |
| 2020-2021     | 100 días para enamorarnos          |                                         | Iván Acosta                    |               |